# USS Dolphin (SS-169)
USS Dolphin (SS-169) – amerykański okręt podwodny z okresu II wojny światowej. Okręt należał do grupy 9 okrętów pięciu typów które powstały w dwudziestoleciu międzywojennym i określane były jako typ V. Okręt w czasie budowy znany był także pod oznaczeniem „V-7”, „SF-10” i „SSF-3”.

## Historia
Położenie stępki pod 7 okręt należący do grupy okrętów typu V nastąpiło 14 czerwca 1930 w stoczni Portsmouth Naval Shipyard. Wodowanie okrętu nastąpiło 6 marca 1932, a wejście do służby nastąpiło 1 czerwca 1932.
24 października 1932 „Dolphin” opuścił Portsmouth i udał się do Kalifornii, gdzie wszedł w skład grupy okrętów podwodnych. Do 4 marca 1933 brał udział w ćwiczeniach i próbnym odpalaniu torped. W ciągu kolejnych 4 lat służby brał udział w licznych ćwiczeniach i odwiedzał porty na Hawajach, Alasce i w rejonie kanału Panamskiego. 8 grudnia 1937 przybył do Pearl Harbor gdzie miało być jego nowe miejsce stacjonowania. 7 grudnia 1941 podczas ataku na Pearl Harbor brał czynny udział w obronie portu ostrzeliwując japońskie samoloty. Następnie udał się na patrol bojowy którego celem było poszukiwanie japońskich okrętów podwodnych w rejonie wysp Hawajskich.
24 grudnia 1941 „Dolphin” opuścił Pearl Harbor i udał się w swój pierwszy patrol bojowy którego celem było rozpoznanie rejonu Wysp Marshalla przed planowanym amerykańskim atakiem lotniczym na te wyspy. 3 lutego 1942 powrócił do bazy w celu remontu. 14 maja wyszedł w kolejny patrol, który miał miejsce w rejonie Midway. Okręt wspierał swoim działaniem amerykańską flotę podczas bitwy pod Midway w czerwcu 1942. Podczas tej bitwy dokonał ataku torpedowego, którego celem był japoński niszczyciel i tankowiec. Trzeci patrol bojowy miał miejsce między 12 października a 5 grudnia 1942 w rejonie wysp Kurylskich. Był to ostatni patrol bojowy okrętu, który do końca wojny był wykorzystywany jedynie do celów szkoleniowych. Okręt wycofano ze służby 12 października 1945 i sprzedano 26 sierpnia 1946 na złom.